# Ulsterská rudá ruka
Ulsterská rudá ruka (irsky Lámh Dhearg Uladh) je irský symbol používaný v heraldice k označení irské provincie Ulster. Jedná se o otevřenou ruku rudé barvy s prsty směřujícími nahoru, palcem souběžným s prsty a dlaní obrácenou směrem dopředu. Obvykle se znázorňuje pravá ruka, občas se ale objeví i ruka levá, jako je tomu například na erbu baronetů. Tento symbol má hluboké kořeny v irské gaelské kultuře, přičemž jeho počátky se připisují irské mytické postavě jménem Labraid Lámh Dhearg (tj. Pravoruký Labraid) z feniánského cyklu irské mytologie.
Původně se jednalo o symbol království Ulaid, který pronikl na vlajku normanského hrabství Ulster. Po zániku hrabství v polovině 14. století a následném záboru jeho území ze strany clandeboyských O'Neillů přešel symbol rudé ruky společně s titulem „krále Ulsteru“ do rukou rodu O'Neillů, odkdy byl nazývaný O'Neillova rudá ruka. V pozdější době byl rovněž používaný jako symbol ulterských loajalistů.
V průběhu 16. století se stalo výhradní právo na používání symbolu rudé ruky předmětem sporu, o čemž svědčí báseň zachycující neshody mezi kmenem „Síol Rúraí" (kmen Clanna Rudraige z Ulaidu) a severních potomků Nialla Naoighiallacha (tj. O'Neillů).

## Původ
Původní význam rudé ruky zůstává nejasný. Její počátky coby irského gaelského symbolu údajně spadají až do pohanských dob. V historii byla spojována s mytickou postavou Labraida Lámderga, neboli Labhraidha Lámha Dhearga (Rudorukého Labraida), jenž vystupuje v feniánském cyklu irské mytologie. Labraid měl být synem boha Nuady. Podle irské mytologie přišel Nuada v jedné bitvě o ruku, což jej přimělo vzdát se postavení krále bohů. Ztracenou část těla však nahradil rukou stříbrnou, která se následně proměnila v pravou, a tak se Nuada mohl opět chopit trůnu. Dle jiné, snad pozdější pověsti, byla rudá ruka symbolem křesťanské „boží ruky“. Příklad tohoto motivu se objevuje na Muiredachově vysokém kříži z 10. století v Monasterboice v hrabství Louth. Další teorie spojuje rudou ruku s nezávislostí a tzv. derbfine. Gaelští náčelníci a králové byli vybíráni ze skupiny mužů (tzv. derbfine), jež měla společného praděda. Dlaň pak zřejmě ztělesňovala samotného praděda, zatímco tři články každého z prstů reprezentovaly jeho syny, vnuky a pravnuky.
Existuje také lidová legenda o původu rudé ruky s mnoha místními variacemi, která ruku spojuje s nezávislostí a úřadem krále. Tato pověst praví, že Ulsterské království kdysi nemělo právoplatného dědice. Proto bylo dohodnuto, že se uskuteční závod lodí, a „kohokoliv ruka se jako první dotkne břehů Irska, budiž zvolen králem“. Jeden z možných králů snil o svém místě na trůně tak silně, že ve chvíli, kdy začal v závodě ztrácet, usekl si svoji ruku a hodil ji na pobřeží – a stal se králem. Rudá barva ruky v tomto případě znázorňuje prolitou krev. V některých verzích tohoto příběhu patřil král, který si ruku usekl, ke klanu Uí Néillů, nebo jím byl sám Niall z devíti rukojmí, což by vysvětlovalo spojení ruky s tímto klanem. V jiných pojetích je králem jistý Érimón patřící ke gaelským Milesianům.
Další příběh vypráví o dvou obrech, kteří spolu bojovali. Jeden přitom usekl druhému ruku, jejíž rudý otisk zůstal na útesu.
Raným příkladem použití symbolu pravé ruky v irské heraldice je pečeť Aodha Ó Néilla, krále ulsterských Irů z období 1344–1364.

## Použití

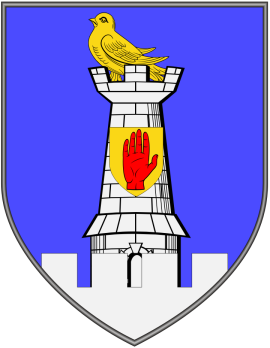
Monaghanský erb

Běžně užívanou formou je otevřená pravá ruka rudé barvy s prsty směřujícími nahoru, palcem souběžným s prsty a dlaní obrácenou směrem dopředu.
Symbol rudé ruky údajně používal klan Uí Néillů za devítileté války (1594–1603), která měla zabránit šíření anglické nadvlády. S Uí Néilly je rovněž spojovaný válečný pokřik Lámh Dhearg Abú! (Rudou rukou k vítězství!).
Všechny erby , které používaly klany pocházející z rodu Uí Néillů – za všechny jmenujme alespoň klany Ó Donnghaile, Ó Catháin, Mac Aodha, Ó Dálaigh, Ó Maéilsheachlainn a Ó Ceatharnaigh –, obsahují nějakou podobu rudé ruky jako připomínku společného rodokmenu. Na znaku Ó Néillů s motivem rudé ruky stojí nápis Lámh Dhearg Éireann (Rudá ruka Irska). Rudá ruka zdobí také erby náčelníků skotského klanu MacNeilů (z Barry) ; tento rod tradičně odvozuje svůj původ od Nialla z devíti rukojmí. Kvůli zdůraznění linie svých předků využívají symbol rudé ruky i mnohé další rody. A od roku 1891 má na svém erbu několik rudých rukou také hrabě z Iveaghu, hlava rodu Guinnessů.
Když se stal Walter de Burgh v roce 1243 hrabětem z Ulsteru, došlo ke spojení deburského kříže s rudou rukou, čímž vznikla vlajka ulsterského hrabství, která se posléze stala vlajkou Ulsteru používanou dodnes. V období kolonizace Ulsteru byla součástí znaku Irské společnosti ; kolonizaci zpočátku pomáhaly financovat výnosy z prodeje baronetství, díky čemuž nabývali angličtí, irští a později i britští baroneti práva obohatit své erby „rukou červené barvy“.
Rudá ruka se objevuje na erbovních znacích mnoha ulsterských hrabství, jakými jsou např. Antrim, Cavan, Londonderry, Monaghan and Tyrone. Později figurovala i na státní vlajce Severního Irska. Zároveň ji používají mnohé oficiální i neoficiální organizace v celé provincii Ulster a zbývající části Irska.
Rudou ruku je možné považovat za jeden z mála symbolů objevujících se napříč různými komunitami Severního Irska (konkrétně v šesti z devíti ulsterských hrabství), a to navzdory jejich sektářsko-politickému rozdělení. Jelikož se původně jednalo o irský gaelský symbol, používaly jej (a nadále používají) zejména nacionalistické a republikánské skupiny – např. republikánská Irská občanská armáda, republikánský Svaz národních hrobů, Irský svaz dopravních a pomocných dělníků, ulsterská GAA a jiné. Nejznámější znak Ulsteru zároveň využívají severoirští unionisté a loajalisté, čehož příkladem je ulsterská dohoda (1912), erb dnes již zrušené vlády Severního Irska (od roku 1922), ulterská standarta (někdejší vlajka vlády Severního Irska), Ulsterští dobrovolníci a loajalistické polovojenské skupiny operujících v rámci „Severního Irska“ (např. Sbor ulsterských dobrovolníků a Ulsterské obranné sdružení.

### Baronetové
Levá rudá ruka se objevuje v levém horním poli erbu nebo na erbovním štítu baronetů Anglie, Irska, Velké Británie i Spojeného království. Její blason zní: „Levá ruka useknutá v zápěstí a vyplněná světle červenou barvou“. Dne 22. května 1611 založil král Jakub I. Stuart dědičný řád baronetů, jehož cílem byla dle Collinse (1741) „kolonizace a ochrana celého Irského království, zejména však obrana a bezpečí Ulsteru, pročež si ji (rudou ruku Ulsteru) mohou členové tohoto řádu a jejich potomci dle vlastního uvážení umístit na svůj erb, a to buď do horního pole nebo na štít“. Tito baronetové zároveň smějí nosit rudou ruku Ulsteru samostatně jako odznak zavěšený na stuze. Baronetové Nového Skotska nepoužívají na rozdíl od ostatních baronetů rudou ruku Ulsteru, nýbrž vlastní emblém s motivem ondřejského kříže. Levorukou verzi symbolu si oblíbili Irští národní lesníci, Irská občanská armáda a Federativní odborový svaz Irska.

### Příklady

vlajka provincie Ulster
vlajka čtyř provincií Irska
někdejší vlajka vlády Severního Irska (1953–1972)
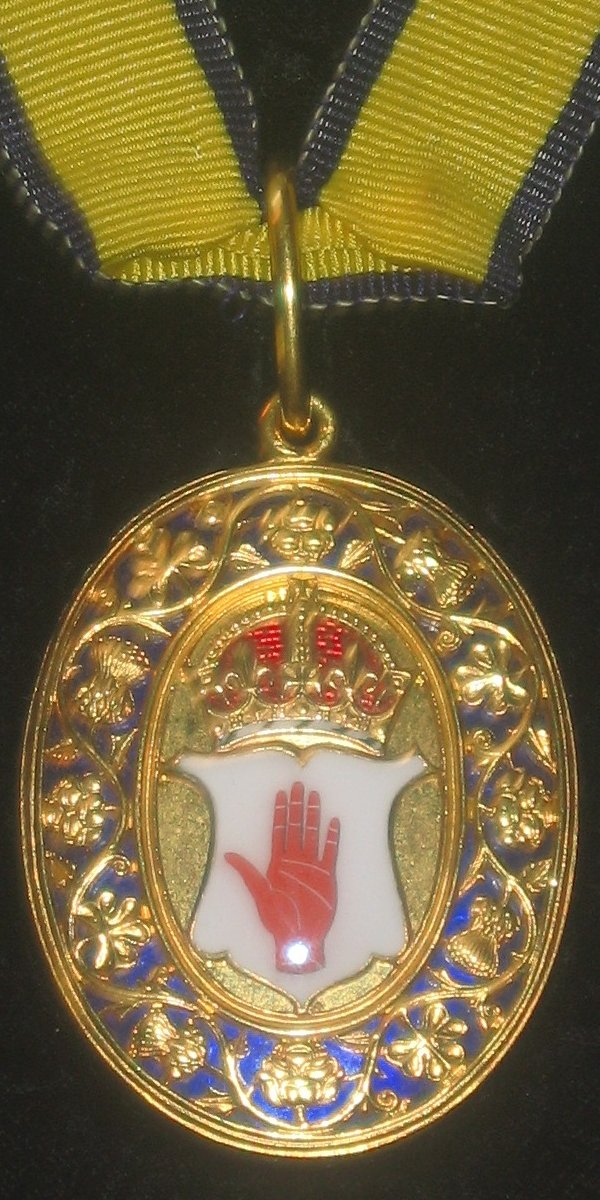
odznak baronetů Spojeného království
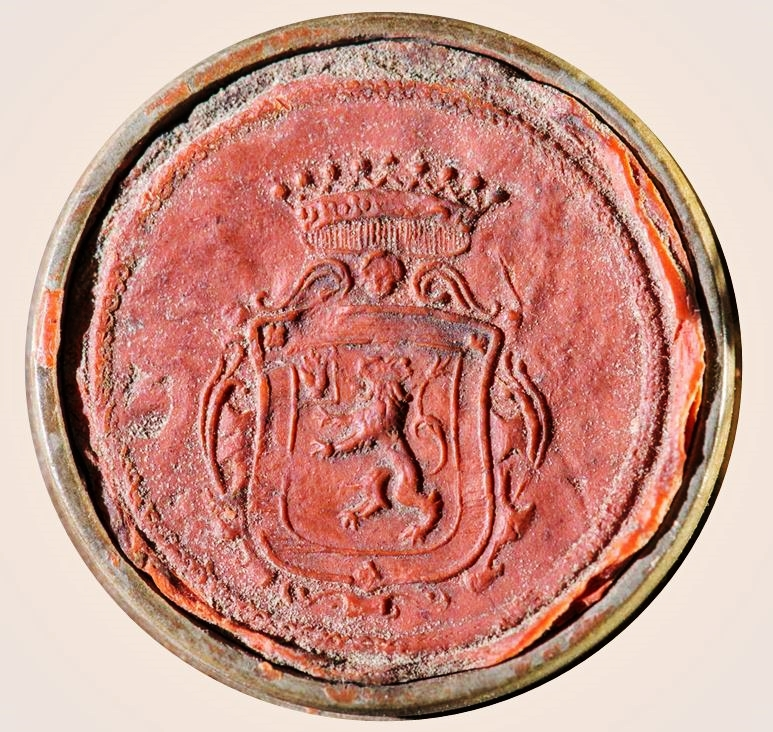
Pečeť s levou rukou náležející curtiusovským baronetům
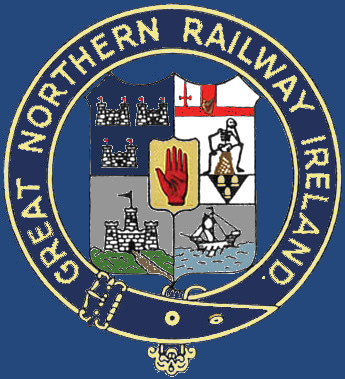
erbovní znak GNR